# Полумягкий знак
Ҍ, ҍ (полумягкий знак) — буква расширенной кириллицы. Используется в алфавите кильдинского диалекта саамского языка, где является 40-й буквой.
Буква (в конце слов и перед следующими согласными) обозначает полумягкость предыдущих «д», «т», «н».